# P.S. (Zeitung)
P.S. ist eine linke Schweizer Wochenzeitung. Sie erscheint in Zürich und trägt den Untertitel Die linke Zürcher Zeitung. Sie hatte 2016 eine Auflage von 7'047 Exemplaren und eine Reichweite von 24'000 Lesern.
P.S. präsentiert viermal im Jahr eine Buchbeilage. Zudem liegt zehnmal pro Jahr die Musikzeitung Loop bei. In jeder Nummer von P.S. finden sich Filmkritiken und Berichte über Theateraufführungen, Ausstellungen und andere kulturelle Veranstaltungen. Das Schwergewicht der Berichterstattung liegt ausserdem auf politischen, gesellschaftspolitischen und sozialen Themen. Regelmässig finden sich Beiträge zur Energiepolitik. P.S. ist die einzige Zeitung, die über jede Sitzung des Gemeinderates der Stadt Zürich berichtet.
Koni Loepfe (langjähriger Präsident der SP der Stadt Zürich), Nicole Soland und Thierry Frochaux gründeten 1999 die Zeitung. Zunächst erschien sie dreimal in der Woche, dann wöchentlich.
Die Zeitung führte zum Überleben mehrere Spendenaktionen durch, so etwa 2004 (50'000 Fr.), im Mai 2012 (95'000 Fr.), 2014 (über 180'000 Fr.) ebenso im März 2018 (160'000 Fr.), und zuletzt auch im August 2024 (über 160'000 Fr.).
Als Gründe für die angespannte Finanzlage werden von der Redaktion unter anderem steigende Produktionskosten durch die Teuerung und hohe Papierpreise genannt. Als weitere Hürden für die Finanzierung werden auch die Unabhängigkeit von Parteien und Grossverlagen betont, ebenso stellt der Medienwandel und das Abwandern von Inseraten auf Internetplattformen die Zeitung vor Herausforderungen.
Seit Ende 2014 leitet Min Li Marti als Verlegerin und Chefredaktorin die Zeitung, die sie für eine Tasse Kaffee von ihrem Vorgänger Koni Loepfe erhalten hat.